# PARADE (森口博子のアルバム)
『PARADE』（パレード）は、森口博子の8枚目のスタジオ・アルバム。1995年7月5日にキングレコードから発売された。

## 解説
三方背BOX仕様で、初回特典としてステッカーが封入されている。
広瀬香美が一部楽曲を提供している。

## 批評
| 専門評論家によるレビュー | 専門評論家によるレビュー |
| レビュー・スコア         | レビュー・スコア         |
| 出典                     | 評価                     |
| ------------------------ | ------------------------ |
| CDジャーナル             | 肯定的                   |

CDジャーナルは、「『元気』と『勇気』でガンバレと歌う『LUCKY GIRL 〜信じる者は救われる〜』、キャリアウーマンのままならぬ恋愛をテーマにした『会いたくて会えなくて』、以上2曲の広瀬香美作品がアルバムのキモなのでしょうが、そこにはさまれた『恋人になろう』から『いつも夢中で見つめていた』あたりのAOR度の高さとシンガー森口の訴求力に注目したい。佳作です。」と肯定的に評価している。

## 収録曲
| #         | タイトル                              | 作詞       | 作曲       | 編曲      | 時間  |
| --------- | ------------------------------------- | ---------- | ---------- | --------- | ----- |
| 1.        | 「Open The Parade」(Instrumental)     |            |            | 本間昭光  | 0:39  |
| 2.        | 「パレード〜恋の神様がやって来る〜」  | 工藤哲雄   | 大平太三   | 本間昭光  | 5:15  |
| 3.        | 「LUCKY GIRL 〜信じる者は救われる〜」 | 広瀬香美   | 広瀬香美   | 広瀬香美  | 4:54  |
| 4.        | 「恋人になろう」                      | 工藤哲雄   | 住吉中     | 本間昭光  | 5:56  |
| 5.        | 「あなたのそばにいるだけで」          | 渡辺なつみ | 田原音彦   | 本間昭光  | 5:12  |
| 6.        | 「意外な展開」                        | 森口博子   | 山口美央子 | 本間昭光  | 5:24  |
| 7.        | 「いつも夢中で見つめてた」            | 工藤哲雄   | 井上慎二郎 | 本間昭光  | 4:14  |
| 8.        | 「もっとうまく好きと言えたなら」      | 渡辺なつみ | 太田美知彦 | 本間昭光  | 4:27  |
| 9.        | 「JUNGLE NITE」                       | 渡辺なつみ | OSNY MELO  | OSNY MELO | 4:08  |
| 10.       | 「作戦会議」                          | 岩切修子   | 大平勉     | 本間昭光  | 5:16  |
| 11.       | 「HOME TOWN」                         | 森口博子   | 馬場俊英   | 本間昭光  | 4:59  |
| 12.       | 「会いたくて会えなくて」              | 広瀬香美   | 広瀬香美   | 広瀬香美  | 4:51  |
| 合計時間: | 合計時間:                             | 合計時間:  | 合計時間:  | 合計時間: | 55:15 |

## 楽曲解説
1. Open The Parade (Instrumental)
2. パレード〜恋の神様がやって来る〜
3. LUCKY GIRL 〜信じる者は救われる〜
  - フジテレビ系『夢がMORI MORI』オープニングテーマ
4. 恋人になろう
シングル「もっとうまく好きと言えたなら」のカップリング曲。
5. あなたのそばにいるだけで
  - フジテレビ系『夢がMORI MORI』オープニングテーマ
  - ダイハツ ミラ CMソング
6. 意外な展開
7. いつも夢中で見つめてた
8. もっとうまく好きと言えたなら
  - フジテレビ系『夢がMORI MORI』オープニングテーマ
  - ダイハツ ミラ CMソング
9. JUNGLE NITE
10. 作戦会議
11. HOME TOWN
12. 会いたくて会えなくて
  - 「LUCKY GIRL〜信じる者は救われる〜」のカップリング曲。